# Плавательный пузырь

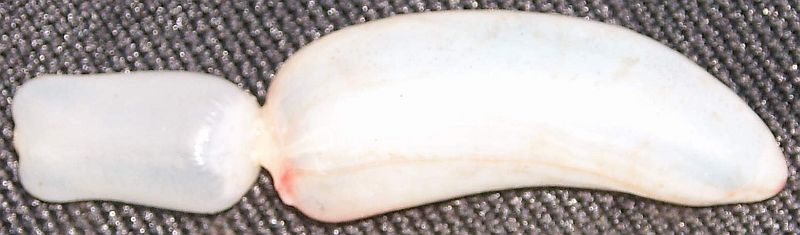
Плавательный пузырь краснопёрки.

Пла́вательный пузы́рь — заполненный газом вырост пищевода у костных рыб. Состоит из одной или двух камер, заполненных смесью газов, похожей на воздух. Основная функция — обеспечение плавучести. У некоторых видов служит дополнительным органом дыхания, участвует в восприятии и издавании звуков.
У некоторых рыб редуцируется, что характерно для хороших пловцов и донных обитателей. У глубоководных рыб плавучесть обеспечивается в основном за счет жира (не настолько лёгкого, как воздух, но зато несжимаемого) или за счёт более низкой плотности тела, как например, у анциструсов, голомянок и рыбы-капли.

## Эволюция
Плавательный пузырь имеет много общего с лёгкими: он тоже развивается из выроста пищеварительного тракта и имеет примерно такие же иннервацию и мышечное окружение. Однако вопрос о гомологии плавательного пузыря и лёгких не совсем ясен. Основные отличия этих органов следующие:
1. плавательный пузырь обычно расположен со спинной стороны от пищеварительного тракта, а лёгкие — с брюшной;
2. плавательный пузырь непарный, а лёгкие обычно парные;
3. кровь, идущая от лёгких, поступает в сердце отдельно от остального кровотока, а кровь, идущая от плавательного пузыря, — вместе с кровью от других органов[3].

Судя по распространённости плавательного пузыря и лёгких в разных группах животных, лёгкие (как парные производные брюшной стенки пищеварительного тракта) были ещё у общего предка костных рыб. Возможно, они возникли как орган добавочного дыхания в условиях периодической нехватки кислорода в воде. Среди современных рыб дыхательную функцию лёгких или плавательного пузыря сохранили в основном живущие именно в таких условиях. На первичность дыхательной функции этих органов указывает и то, что для эффективного выполнения функции поплавка они должны быть уже довольно большими (около 7 % объёма тела). Впрочем, дыхательная и гидростатическая функции не исключают друг друга. Плавательный пузырь костистых рыб — более позднее приобретение, чем лёгкие. Он мог произойти от них или возникнуть независимо.

## Плавательный пузырь и лёгкие у разных групп
Лёгкие есть у лопастепёрых рыб, у их потомков — наземных позвоночных, а также у базальных лучепёрых рыб — многопёровых. У всех этих животных они развиваются из выростов брюшной стенки пищеварительного тракта, тогда как плавательный пузырь костистых рыб — из выроста спинной стенки.
- Остракодермы, круглоротые, хрящевые рыбы, плакодермы — плавательного пузыря и лёгких нет и никогда не было[3].
- Целакантообразные (латимерия) — есть редуцированное непарное лёгкое (с брюшной стороны пищевода) с признаками ячеистости поверхности на ранних стадиях[5]. Первична или вторична его непарность, неясно; высказывалось предположение, что расположенный рядом с ним жировой орган является рудиментом второго лёгкого[7].
- Двоякодышащие — изначально парное слабо ячеистое[1] лёгкое (возникающее с брюшной стороны пищевода). У взрослого рогозуба сохраняется только правое лёгкое, расположенное со спинной стороны[3][7][4]. Служит для дыхания[2][1].
- Четвероногие — парные и обычно ячеистые лёгкие, закладывающиеся с брюшной стороны пищеварительного тракта. Дыхательные органы[1].
- Многоперовые — слабо ячеистое[1] двухлопастное лёгкое с лучше развитой правой частью[4][3]; соединяется с брюшной стороной пищевода. Дыхательный орган[2][1].
- Осетрообразные — плавательный пузырь, гидростатический орган[2][1].
- Костные ганоиды (панцирникообразные, амиеобразные) — непарный ячеистый плавательный пузырь (со спинной стороны пищевода), дыхательный орган[1][2][4].
- Костистые рыбы — плавательный пузырь (расположенный со спинной стороны пищеварительного тракта), обычно без ячеистости[1], у некоторых редуцирован. Гидростатический орган; у небольшого числа видов служит органом дыхания. У некоторых есть не связанные с плавательным пузырём органы воздушного дыхания (лабиринтовый орган, а также приспособленная для дыхания кожа или стенки желудка)[2].

## Описание
В ходе эмбрионального развития костистых рыб плавательный пузырь возникает как спинной вырост кишечной трубки и располагается под позвоночником. Позже канал, соединяющий плавательный пузырь с пищеводом (пневматический канал), может исчезнуть. В зависимости от наличия или отсутствия такого канала рыбы делятся на открыто- и закрытопузырных. У открытопузырных рыб (физостом) плавательный пузырь в течение всей жизни связан с кишечником воздушным протоком, через который газы поступают внутрь и выводятся наружу. Такие рыбы могут заглатывать воздух и таким образом контролировать объём плавательного пузыря. К открытопузырным относятся карпы, сельди, осетровые и другие. У взрослых закрытопузырных рыб (физоклистов) воздушный проток зарастает, а газы выделяются и поглощаются через красное тело — густое сплетение кровеносных капилляров на внутренней стенке плавательного пузыря.

## Гидростатическая функция
Основная функция плавательного пузыря — обеспечение нулевой плавучести: он компенсирует вес костей и других тяжёлых частей тела и приближает среднюю плотность тела к плотности воды. В результате рыбе не надо тратить энергию на поддержание тела на нужной глубине (тогда как акулы, у которых плавательного пузыря нет, вынуждены поддерживать глубину погружения постоянным активным движением). Однако сжимаемость газа делает равновесие неустойчивым: при погружении рыбы давление воды возрастает, пузырь уменьшается и рыба опускается ещё сильнее; аналогично при всплывании пузырь расширяется и рыбу выталкивает к поверхности. Чтобы этому препятствовать, организм рыбы регулирует количество газа в пузыре газовыми железами (густыми скоплениями капилляров), где кровь выделяет или поглощает кислород. У рыб, способных к быстрым вертикальным перемещениям, пузыря нет, так как эта регулировка не успевала бы подстраиваться под изменения давления и при быстром всплытии раздувание пузыря могло бы быть опасным.
Плавательный пузырь расположен на самом верху брюшной полости, но всё равно всегда находится ниже центра масс тела. Из-за этого он создаёт переворачивающий момент, которому рыбе приходится противодействовать движением грудных плавников, а мёртвая рыба переворачивается кверху брюхом.

## Другие функции

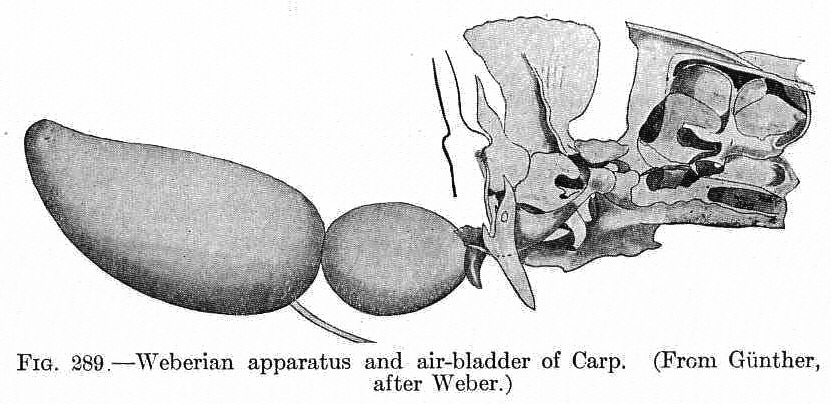
Плавательный пузырь и веберов аппарат карпа

У костистых рыб надотряда костнопузырных, составляющих большинство современных пресноводных рыб (гоноринхообразные, карпообразные, харацинообразные, сомообразные, гимнотообразные) одним из общих признаков служит наличие веберова аппарата — системы костей, соединяющих плавательный пузырь с внутренним ухом. Это даёт возможность воспринимать ухом вибрации, улавливаемые пузырём.
Некоторые рыбы с помощью плавательного пузыря издают звуки (батраховые — силой свыше 100 децибел).